# 8424 Toshitsumita
8424 Toshitsumita eller 1997 CP är en asteroid i huvudbältet som upptäcktes den 1 februari 1997 av den japanska astronomen Takao Kobayashi vid Ōizumi-observatoriet. Den är uppkallad efter Tsumita Toshi-hisa.
Asteroiden har en diameter på ungefär 5 kilometer.